# Hammerschmidtia ferruginea
Espèce
Hammerschmidtia ferruginea est une espèce d'insectes diptères de la famille des syrphes.

## Description
Ce syrphe est de couleur sombre avec un thorax orange.

## Comportement

### Habitat
Hammerschmidtia ferruginea vit exclusivement dans des forêts de peupliers trembles ou de pins et de bouleaux. Ces forêts doivent être assez importantes pour que l'espèce puisse s'y développer (plus de 4,5 ha).

### Reproduction
Les œufs sont pondus dans des trous dans l'écorce de peupliers tombés au sol. La larve se nourrit dans le cambium en décomposition, et se développe juste en dessous de l'écorce.

## Distribution et statut
Cette espèce a été découverte en Écosse en 1905, et sa population n'a que très peu évolué depuis. C'est une des espèces de syrphes les plus rares du Royaume-Uni, et on la rencontre uniquement dans 12 sites en Écosse. On estime donc que l'espèce est menacée. Elle fait l'objet de mesures particulières de conservation au Royaume-Uni, pour contrecarrer les problèmes d'exploitation forestière qui limite les arbres matures dans les plantations de tremble.